# Eric Randolph Barnes
Eric Randolph Barnes, más conocido como Randy Barnes (Charleston, Virginia Occidental, Estados Unidos; 16 de junio de 1966), es un exatleta estadounidense especializado en lanzamiento de peso. Era plusmarquista mundial de la especialidad tanto al aire libre, con un lanzamiento de 23,12m conseguido el 20 de mayo de 1990, como en pista cubierta con 22,66 metros. Ha conseguido dos medallas olímpicas una de plata en Seúl 1988 y otra de oro, coronándose campeón olímpico en Atlanta 1996. Cumplió una sanción de 27 meses después de dar positivo en un control antidopaje tras una competición en Suecia.

## Trayectoria atlética
Comenzó a lanzar en el instituto y en 1985 lanzó unos impresionantes 20,36m con la bala de 5,44 kilos (12 libras) que le correspondía lanzar por su edad. En el mismo año y después de graduarse, fue a la Universidad de Texas y consiguió superar el récord de su categoría con un lanzamiento de 21,88m con el peso de 7,26 kilos.
En el año 1988 fue seleccionado para participar en los Juegos Olímpicos de Seúl, en los que lanzó 22,39m consiguiendo una medalla de plata por detrás del alemán Ulf Timmermann que había conseguido lanzar hasta los 22,47 metros. Medio año después el 20 de enero de 1989 consigue la plusmarca mundial en pista cubierta con un lanzamiento de 22,66m mejorando incluso su marca al aire libre.
El 20 de mayo de 1990 sobrepasa el récord al aire libre de Ulf Timmermann estableciendo una nueva plusmarca de 23,12 metros. Posteriormente, el 7 de agosto, en una competición en Malmö (Suecia) al pasar el control antidopaje dio positivo por esteroides anabolizantes, y fue sancionado con 27 meses de suspensión. Recurrió la sanción pero perdió y no pudo competir en los Juegos Olímpicos de Barcelona 1992.
Cuatro años después gana la medalla de oro en los Juegos Olímpicos de Atlanta con un lanzamiento de 21,62m, pero dos años más tarde vuelve a dar positivo en un control antidopaje, por lo que es sancionado de por vida para participar en los Juegos Olímpicos.
Posteriormente empezó a participar en competiciones de golf para golpear una pelota lo más lejos posible, consiguiendo clasificarse para el Campeonato del Mundo de 2005 de World Long Drive Championship.